# 츠칸러우

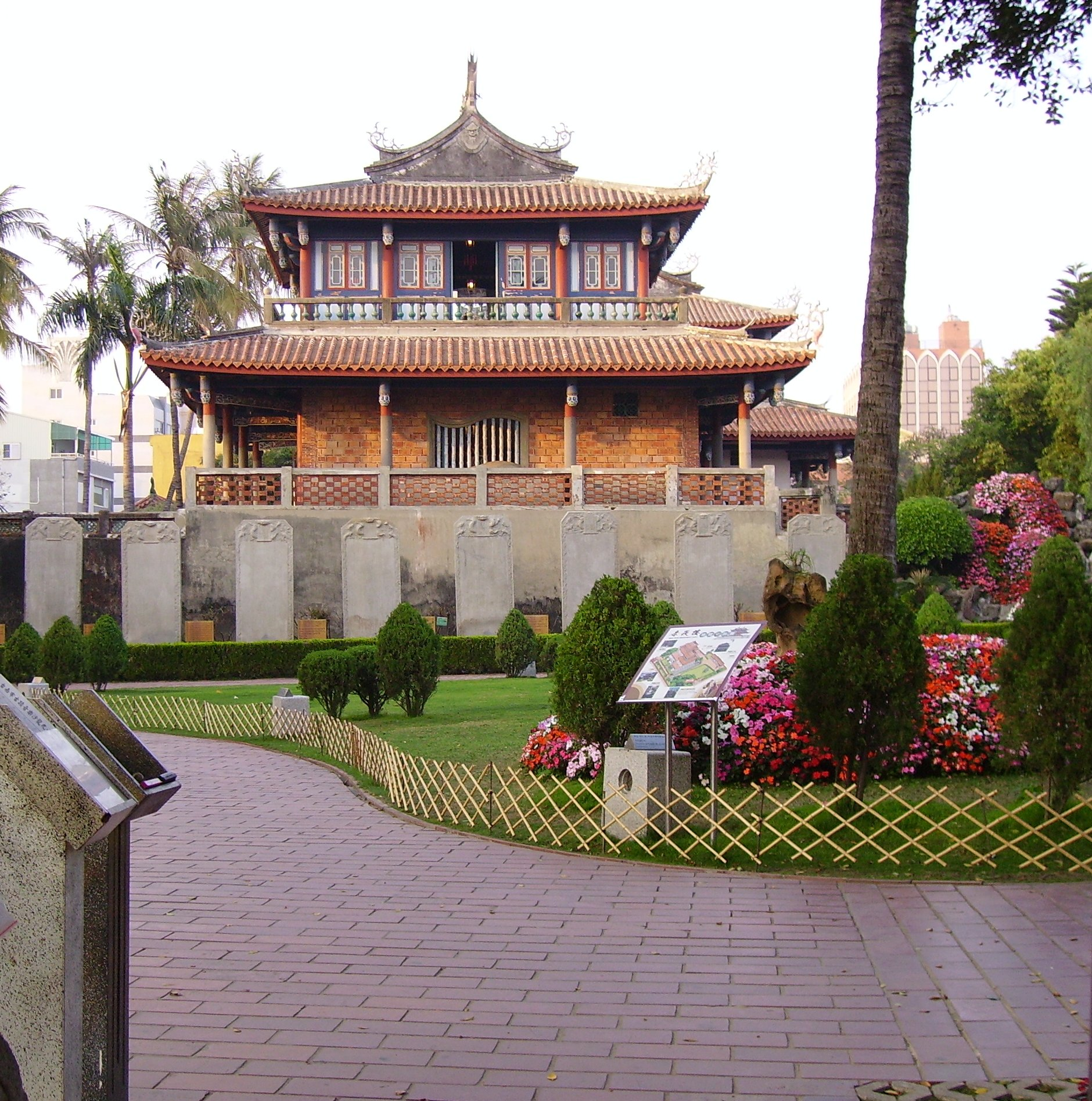
츠칸러우 (프로방시아 요새)

츠칸러우(적감루, 중국어 정체자: 赤嵌樓, Chihkan Tower)는 대만 타이난시 중시구에 있는 누각이다. 원래 이름은 프로방시아 요새(Fort Provintia)로, 1653년에 네덜란드인들에 의해 세워졌다. 정성공이 대만을 점거하면서 프로방시아는 동도승천부(東都承天府)로 고쳐져 타이완 섬 전체의 최고 행정 기관이 되었다. 1945년에 현재의 이름으로 고쳐졌고 중화민국 내정부에 의해 국가 일급고적으로 지정되어 있다.

## 사진

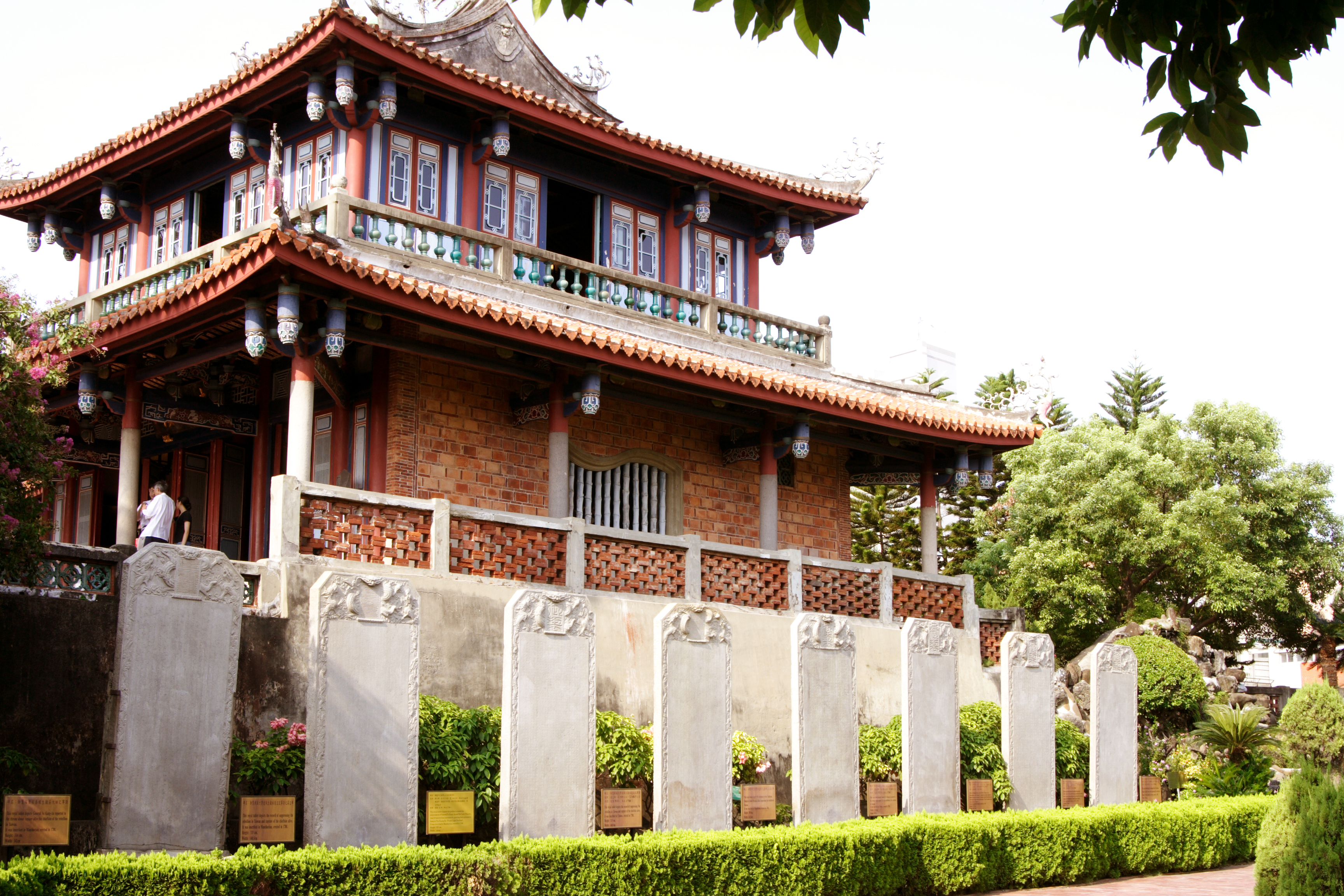
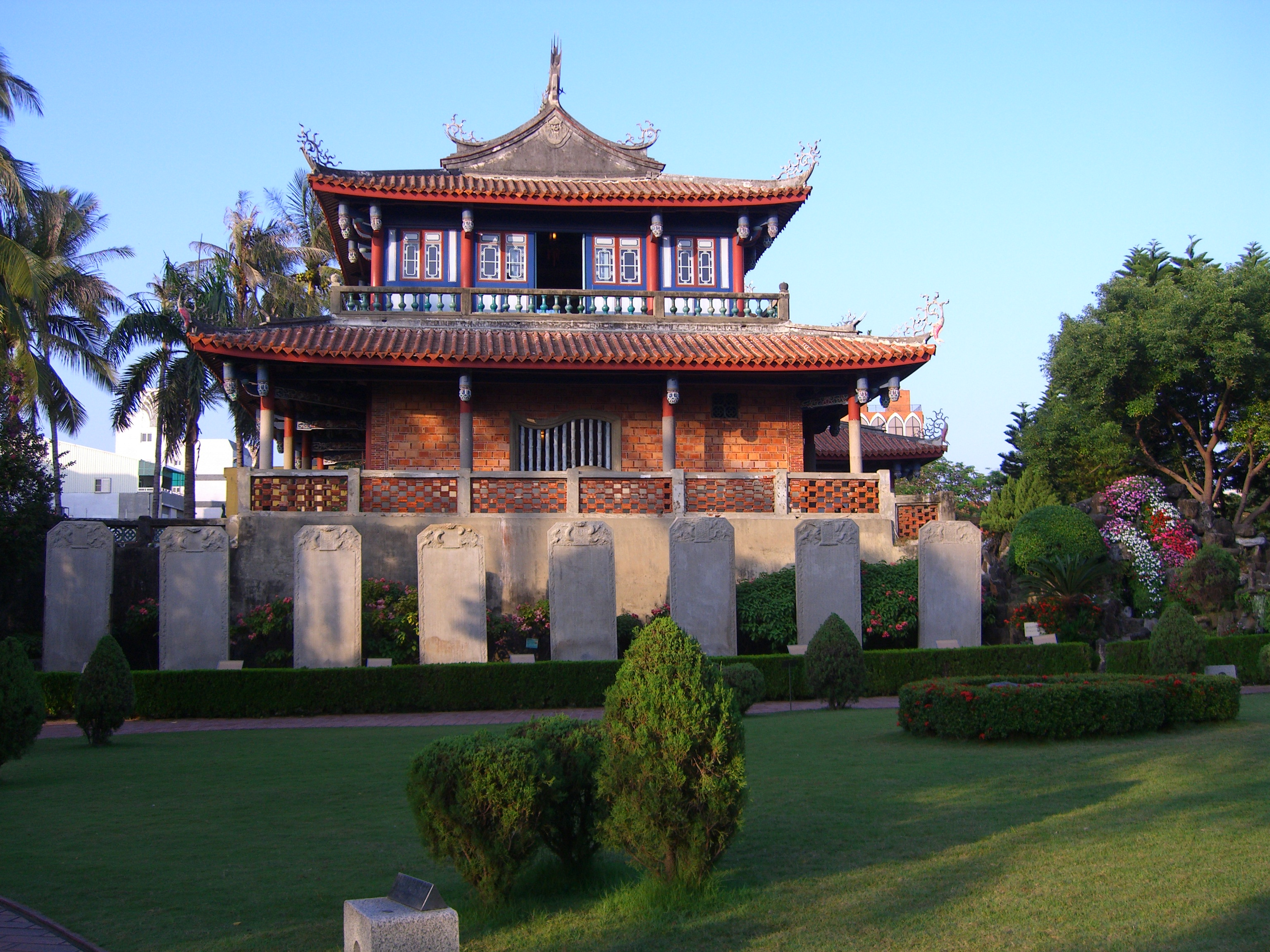
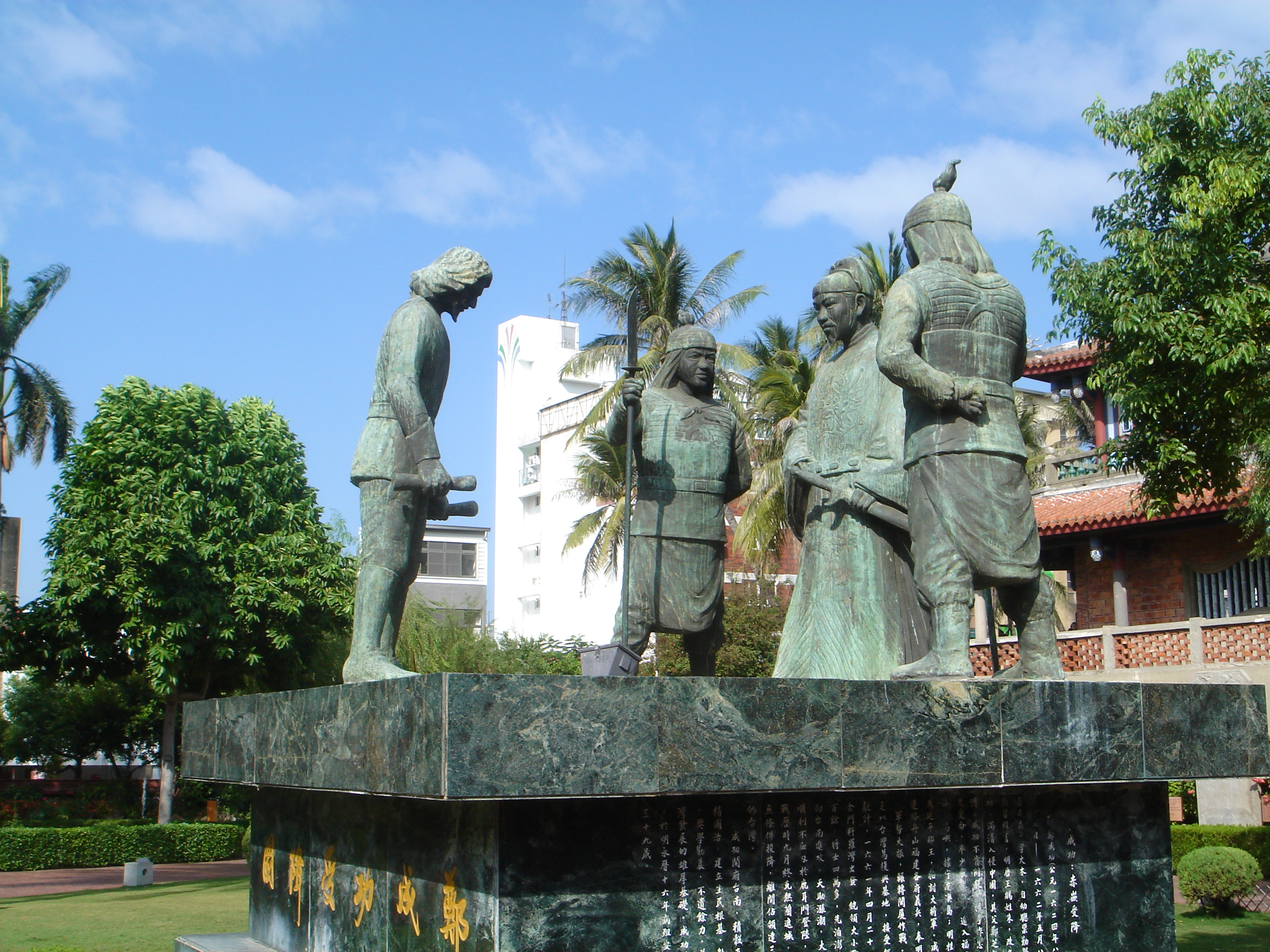
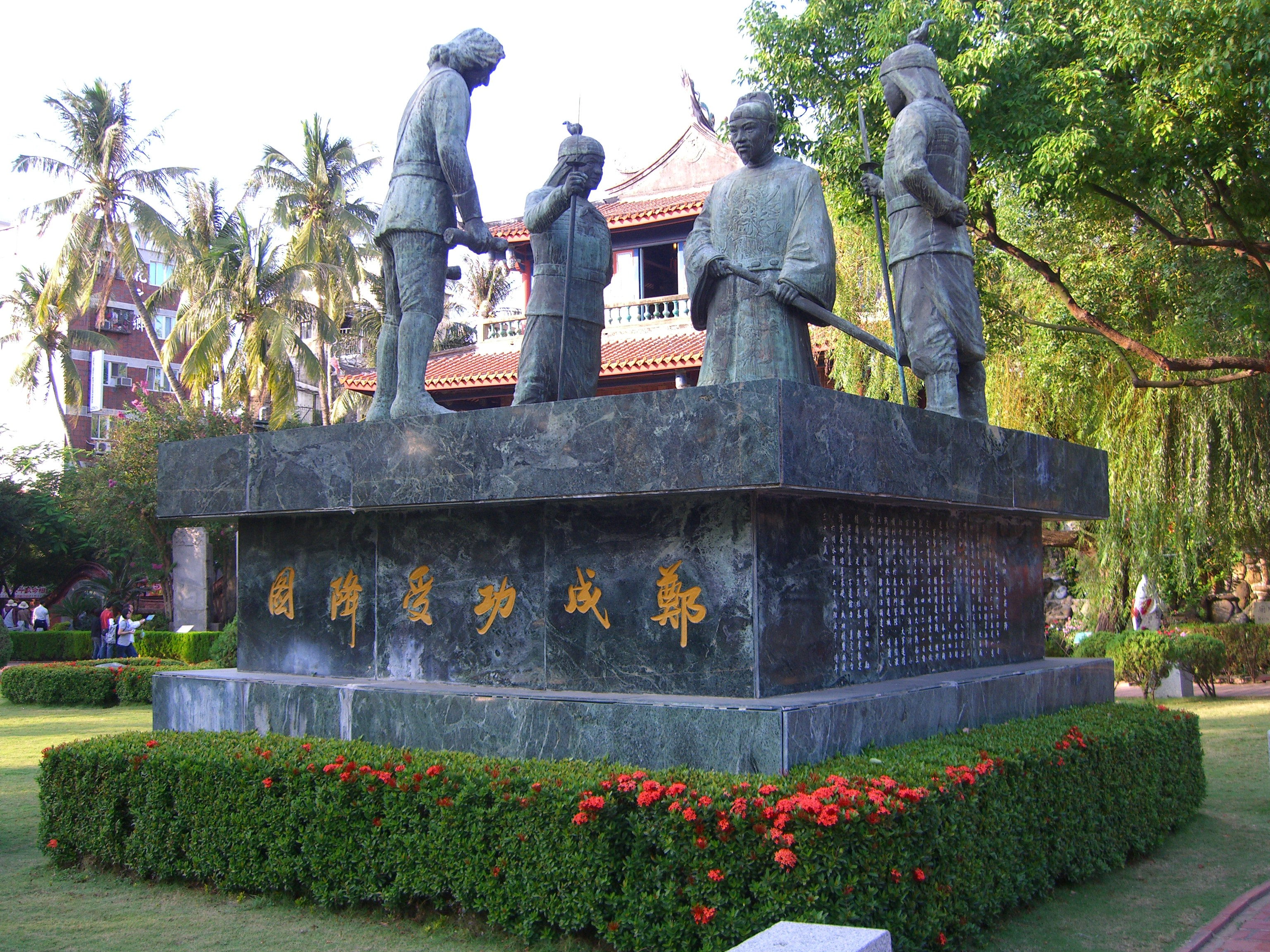
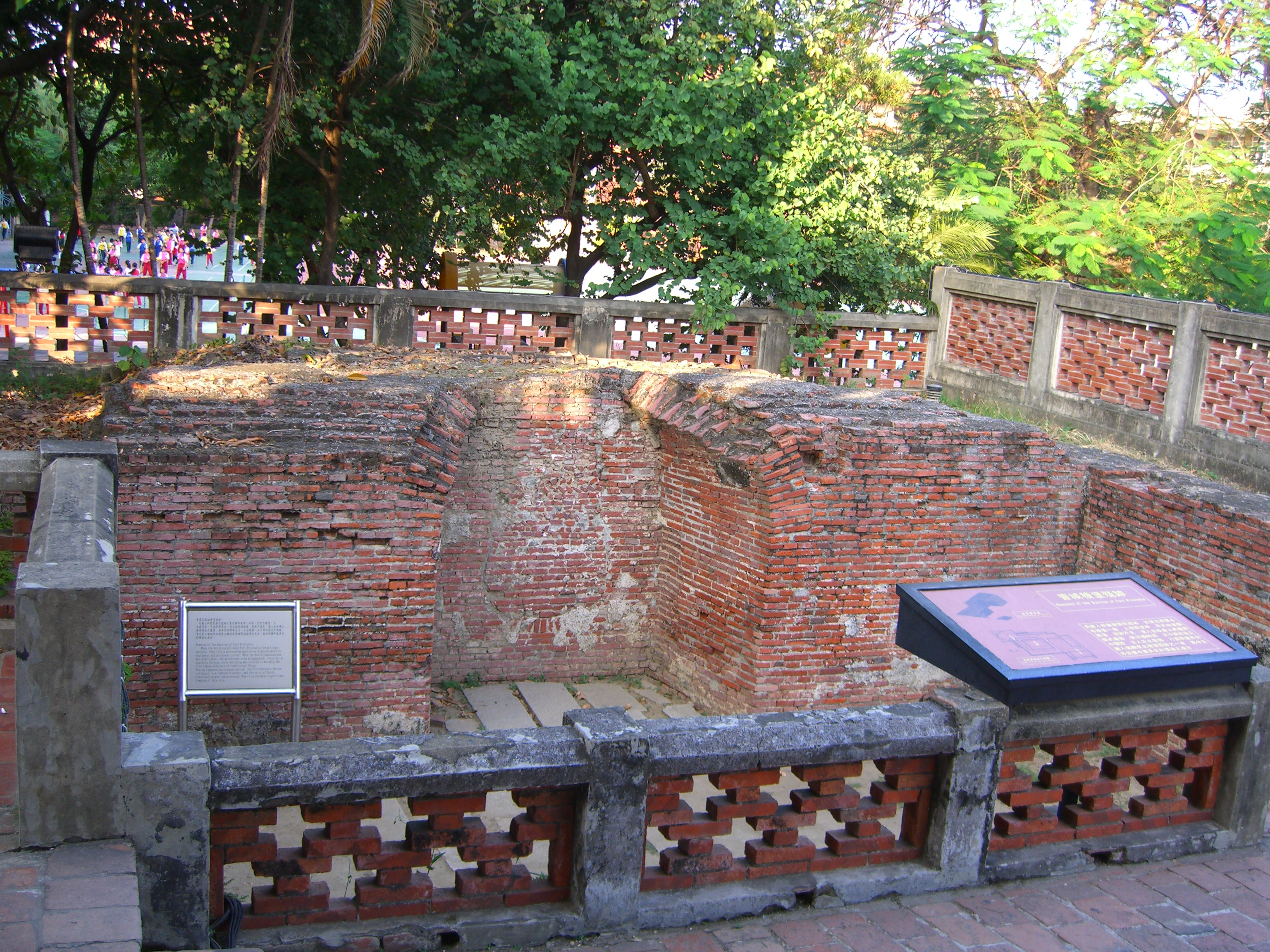
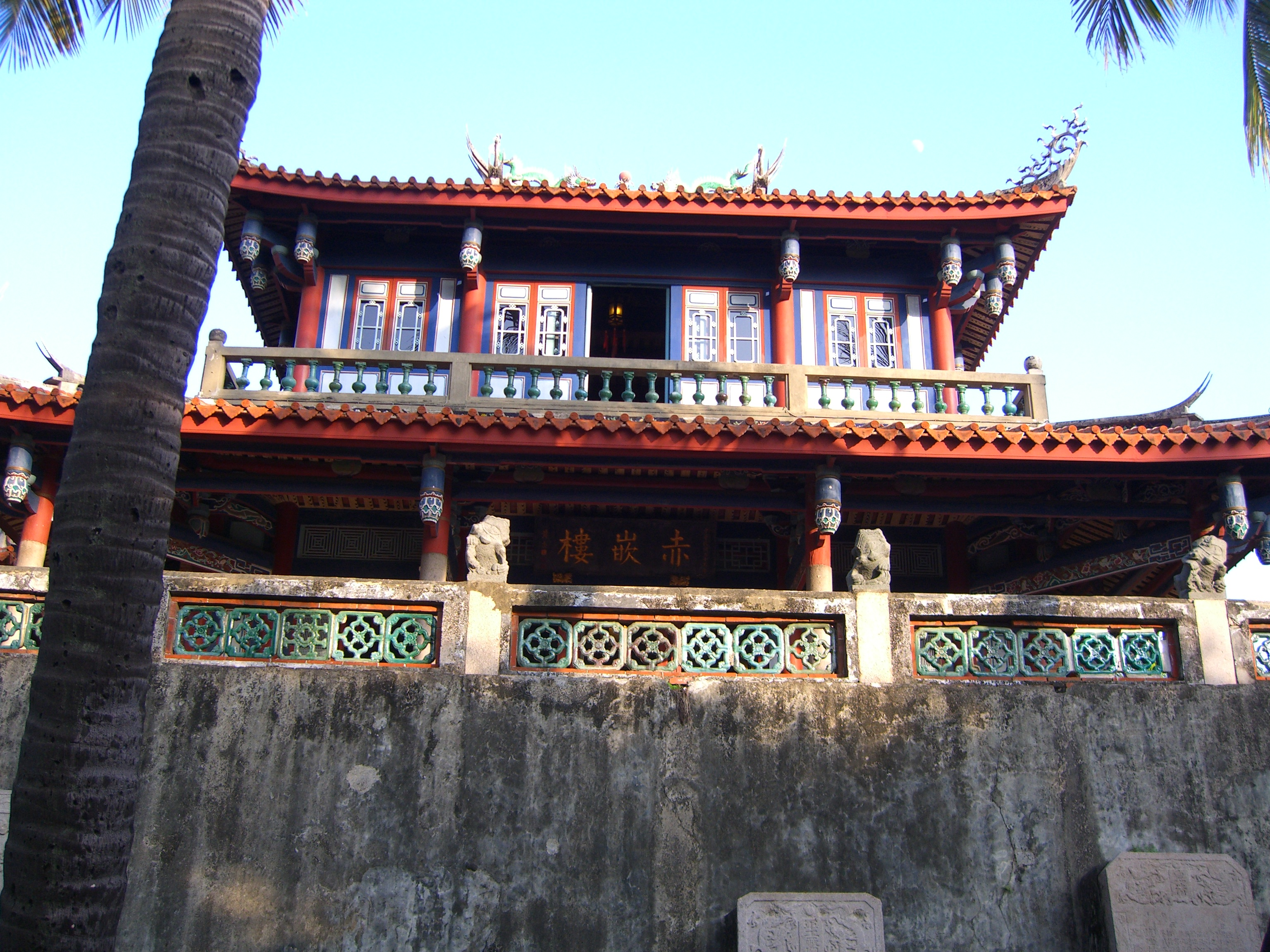
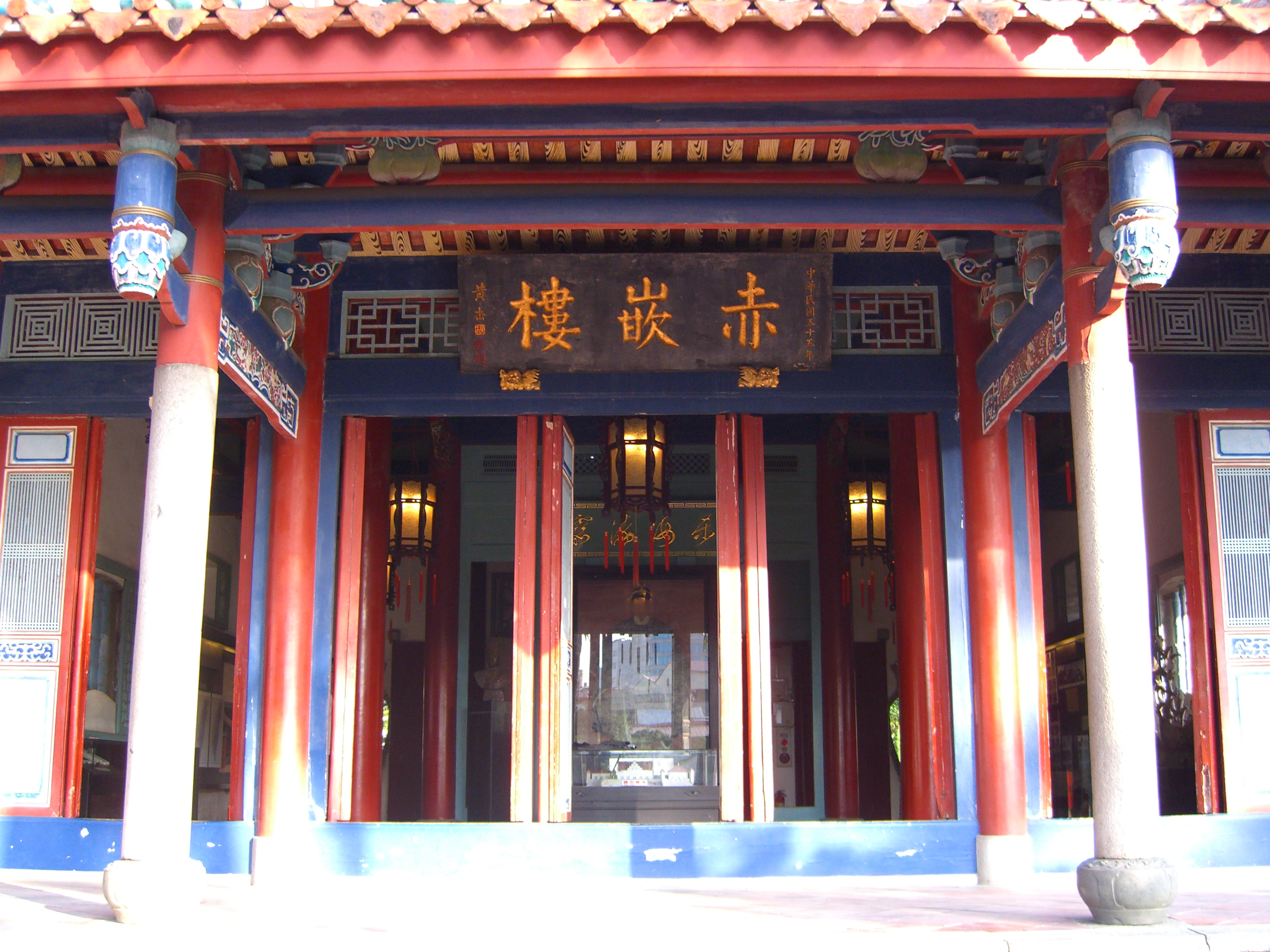
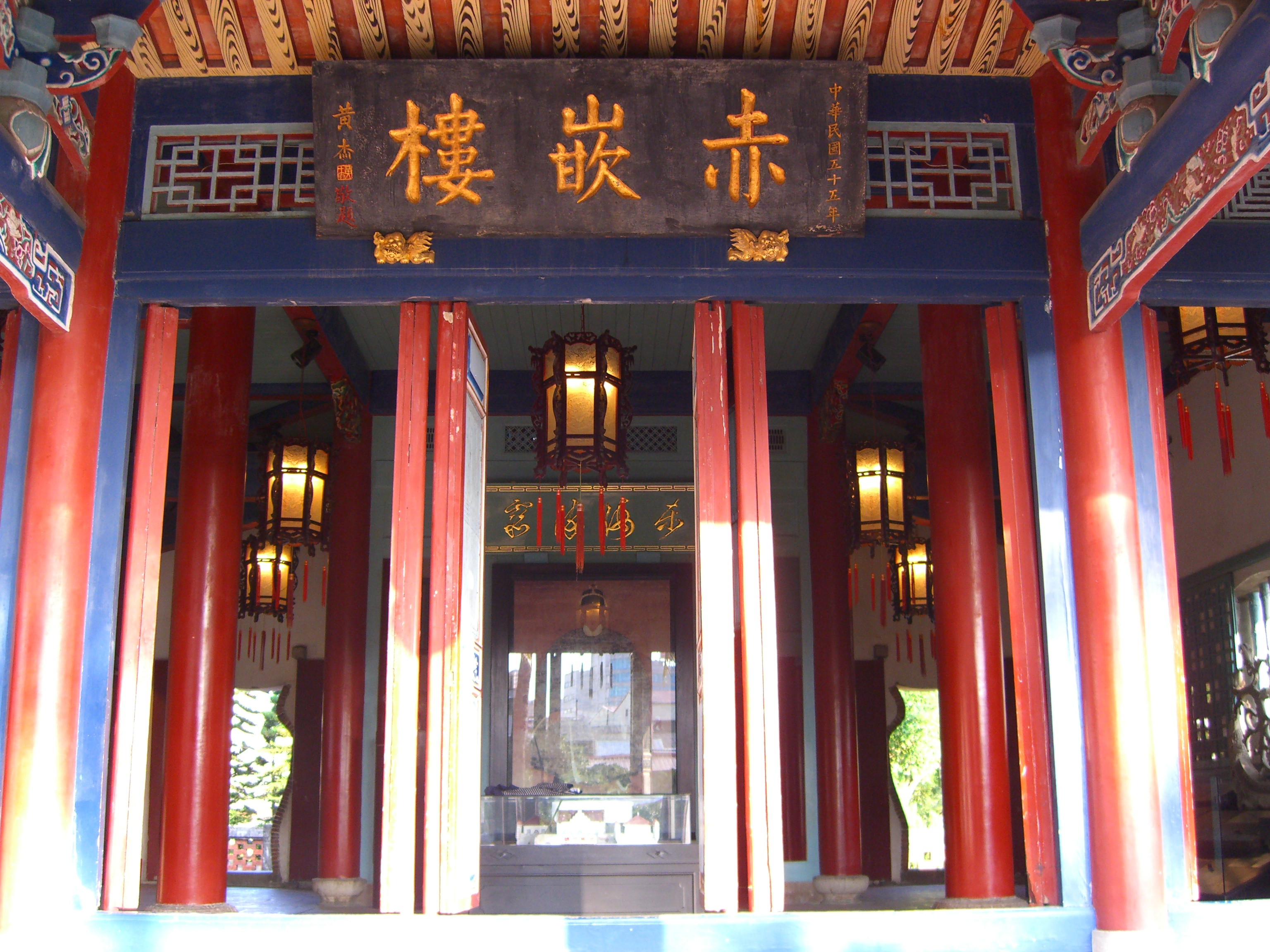
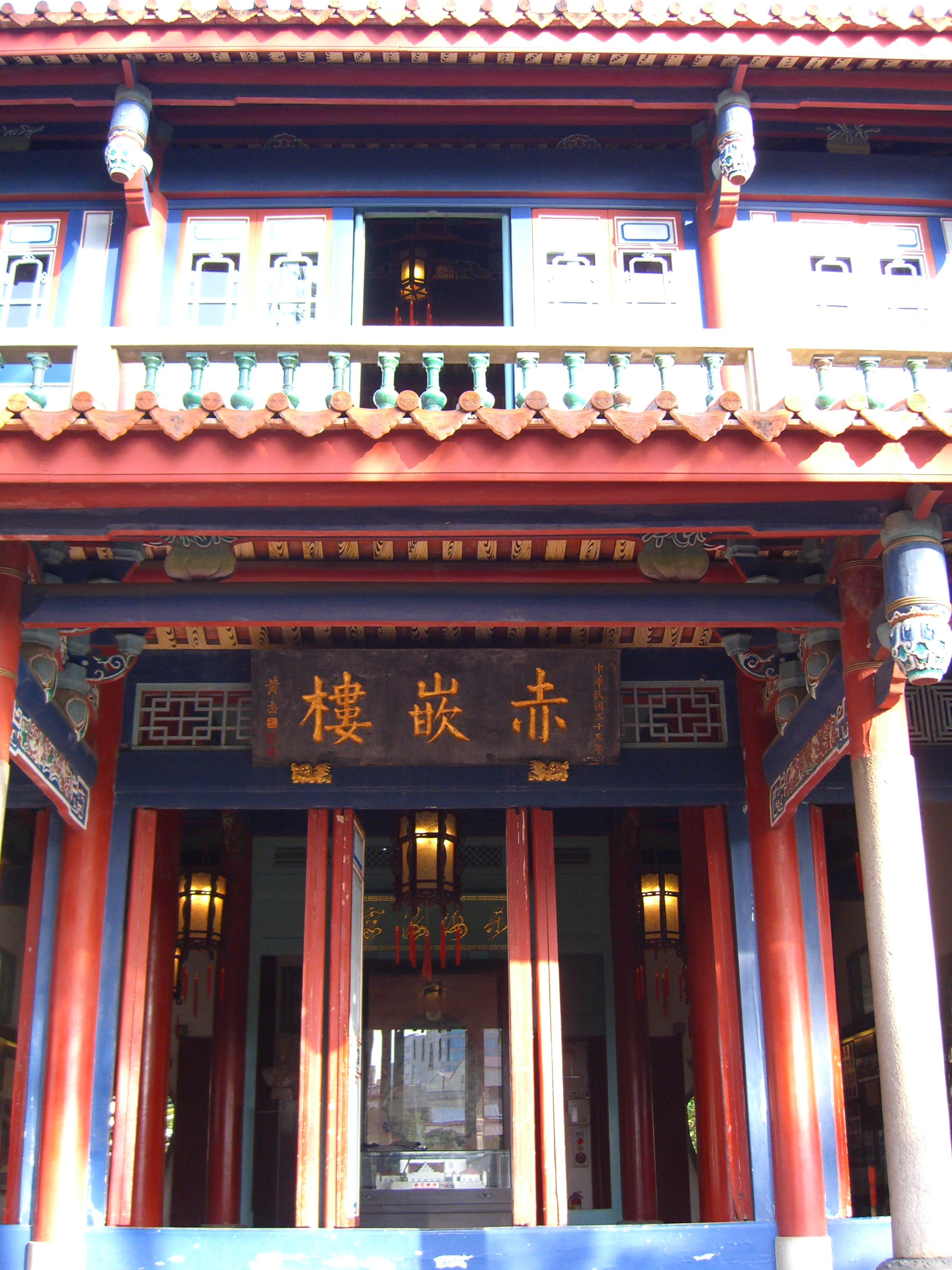
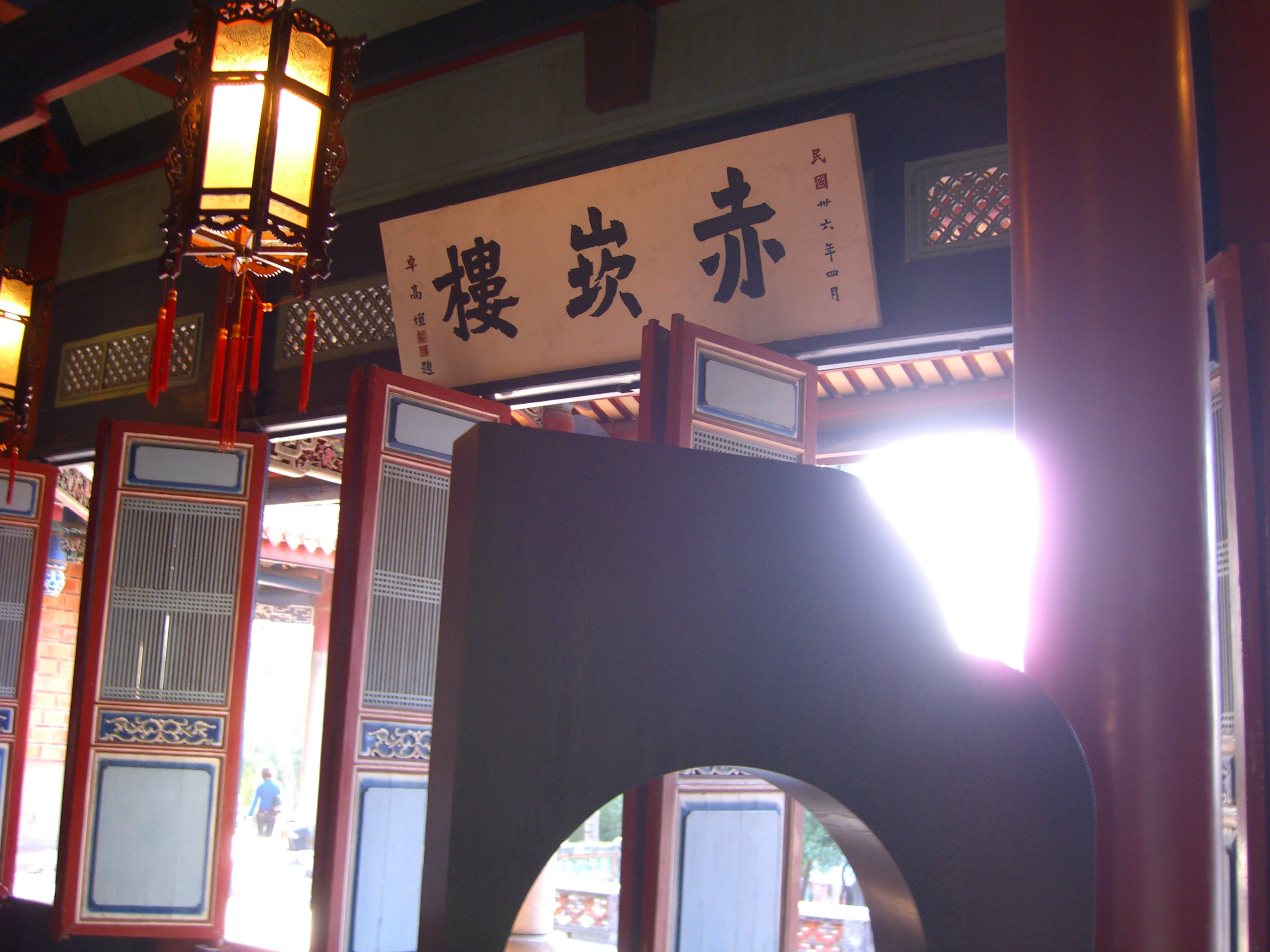
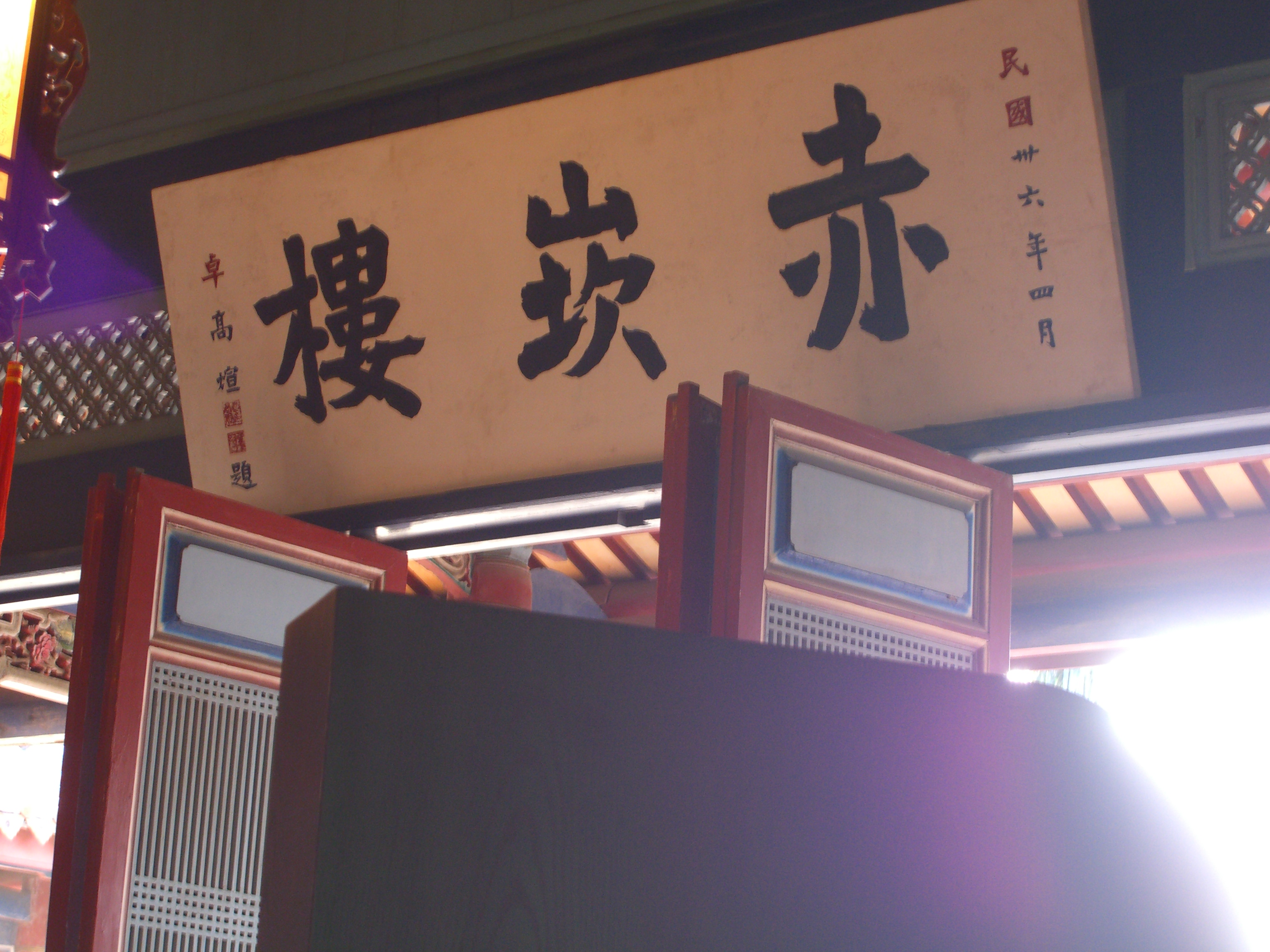
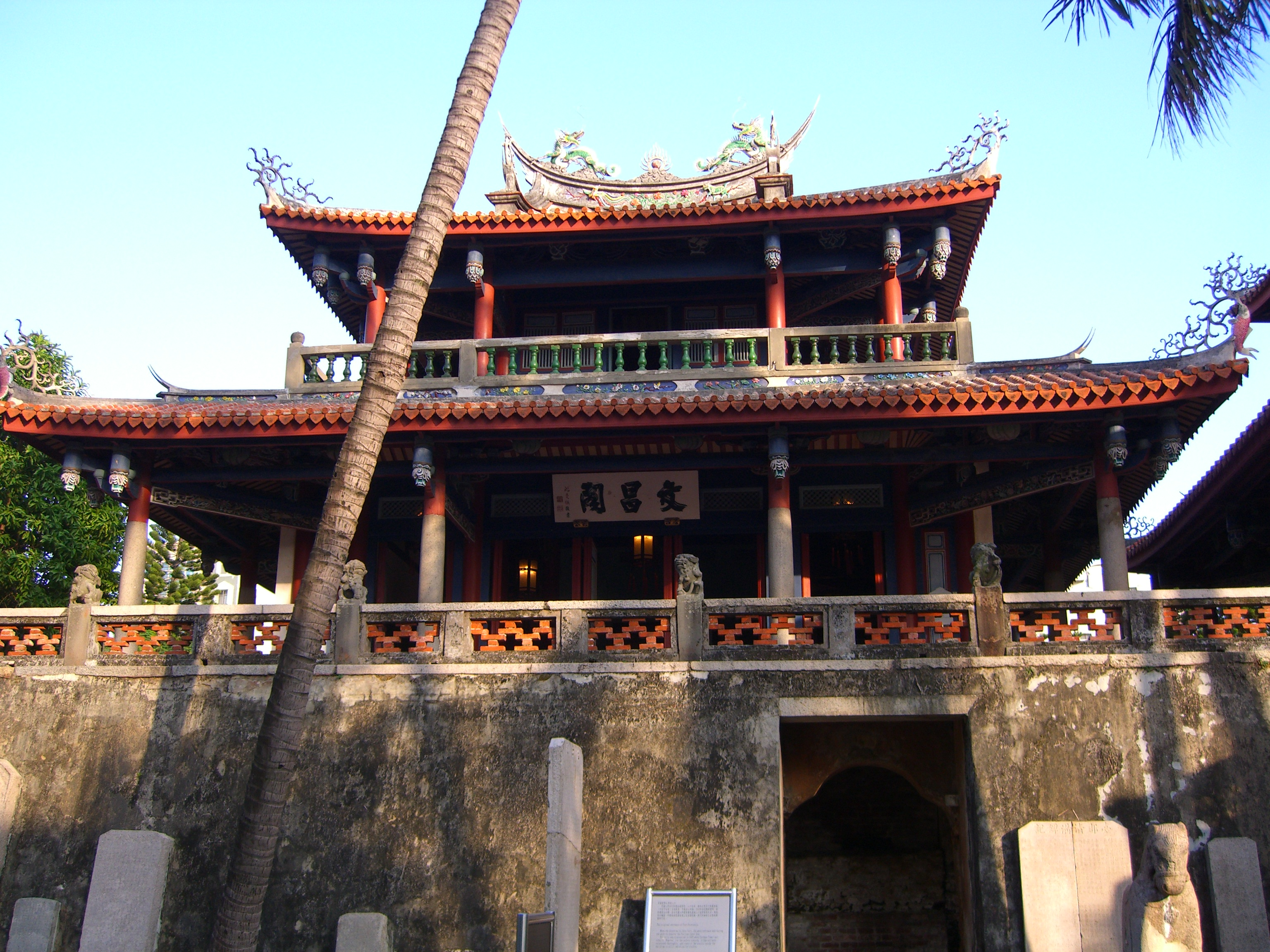
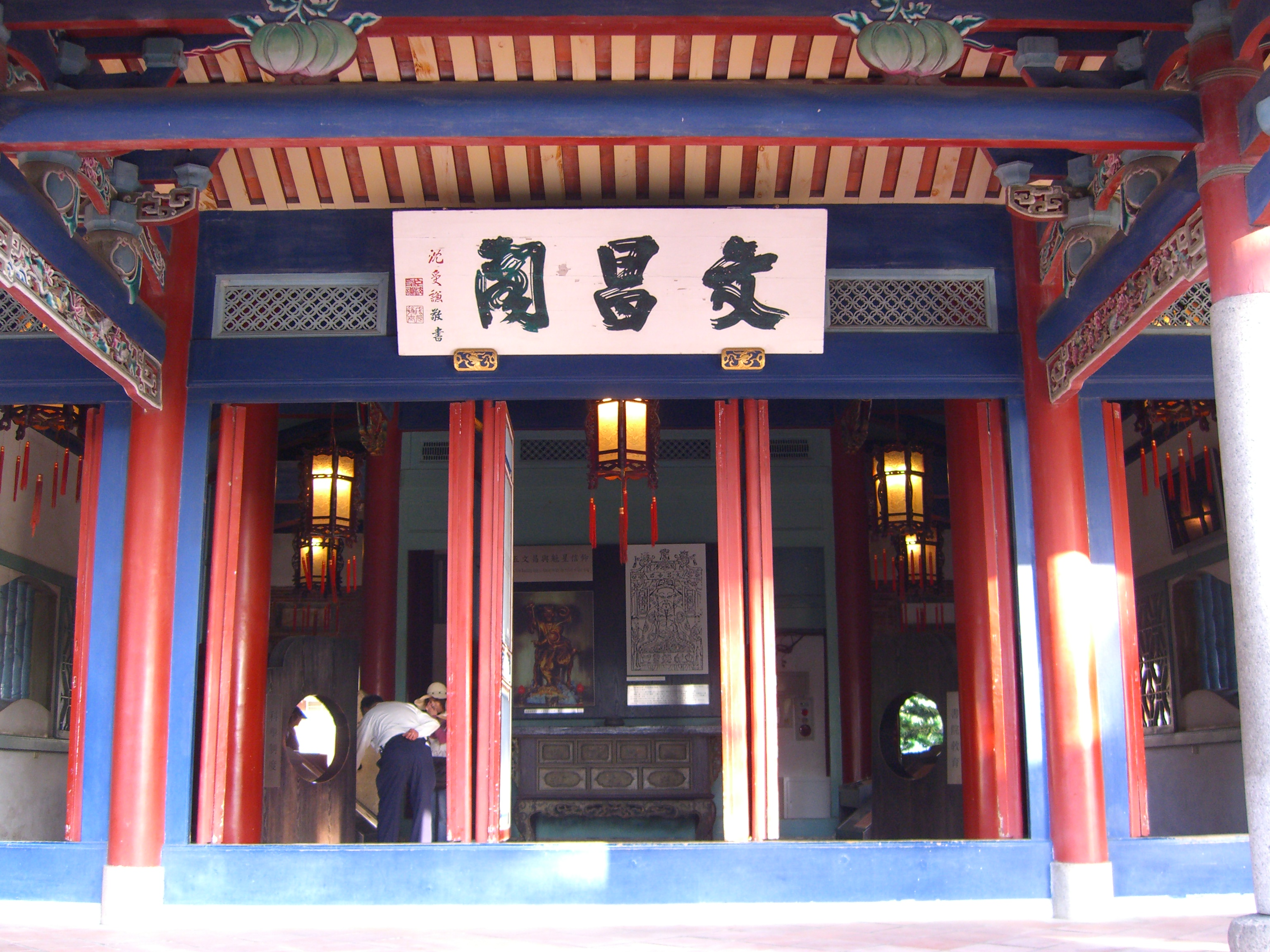
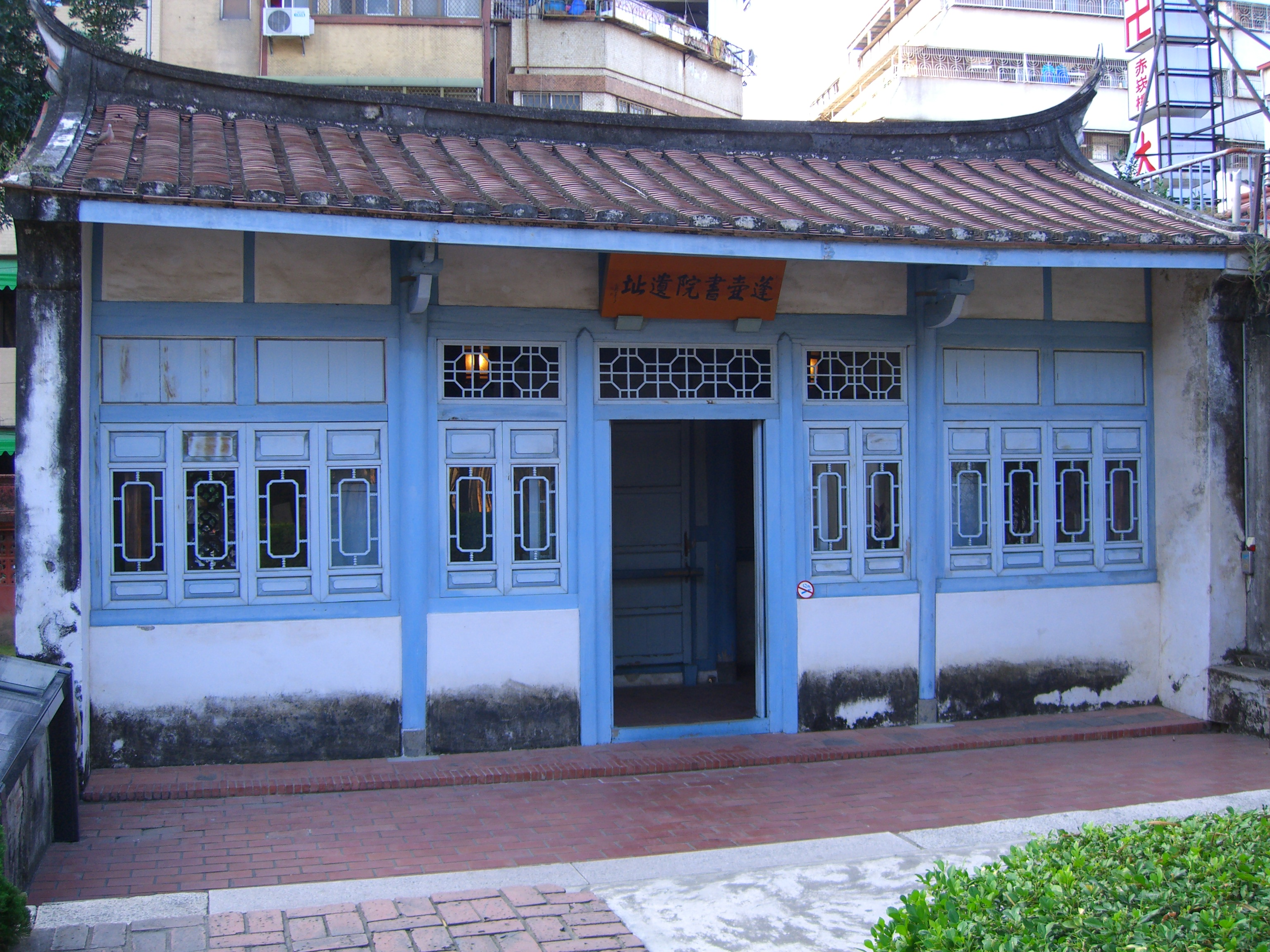
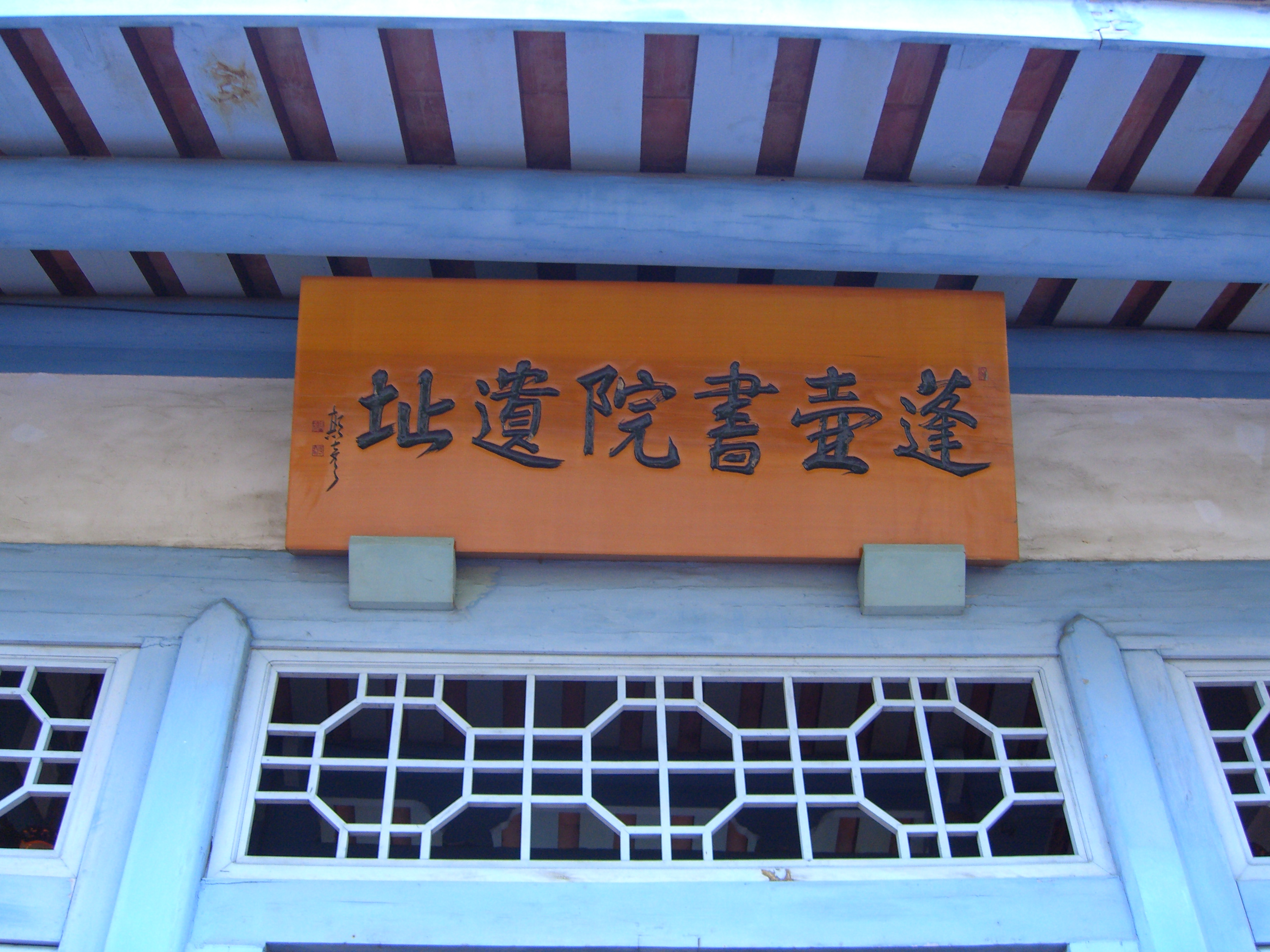
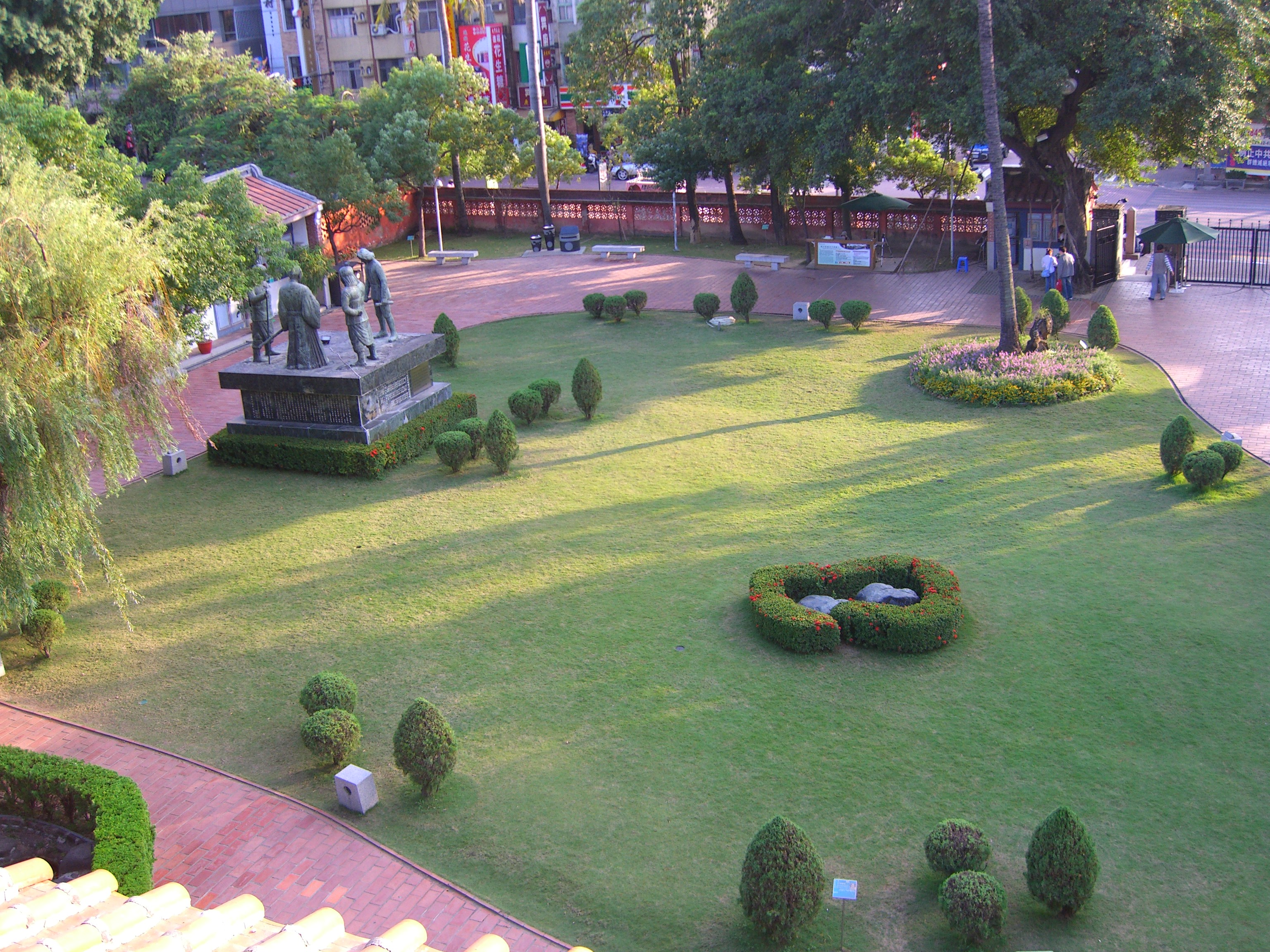
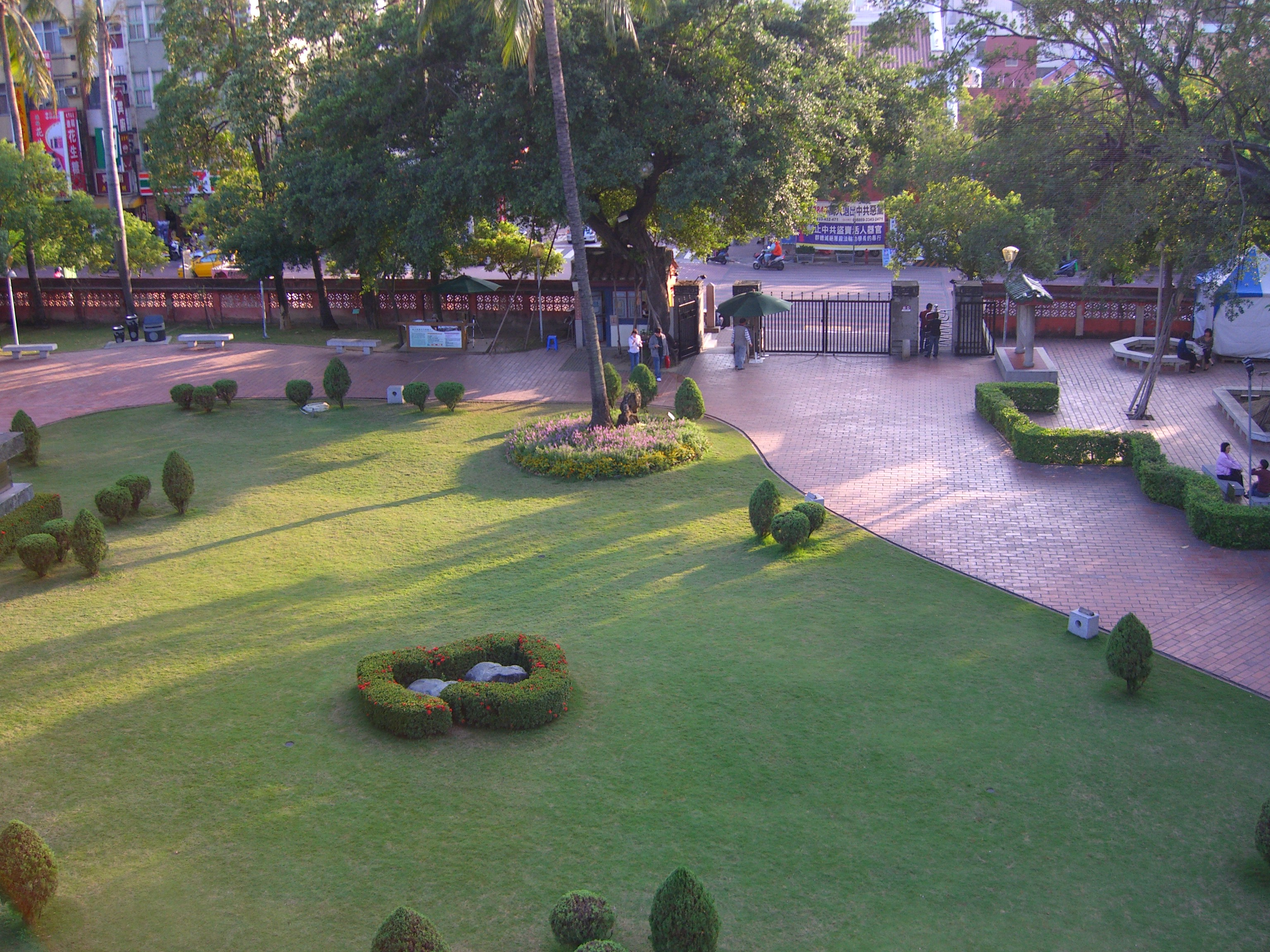
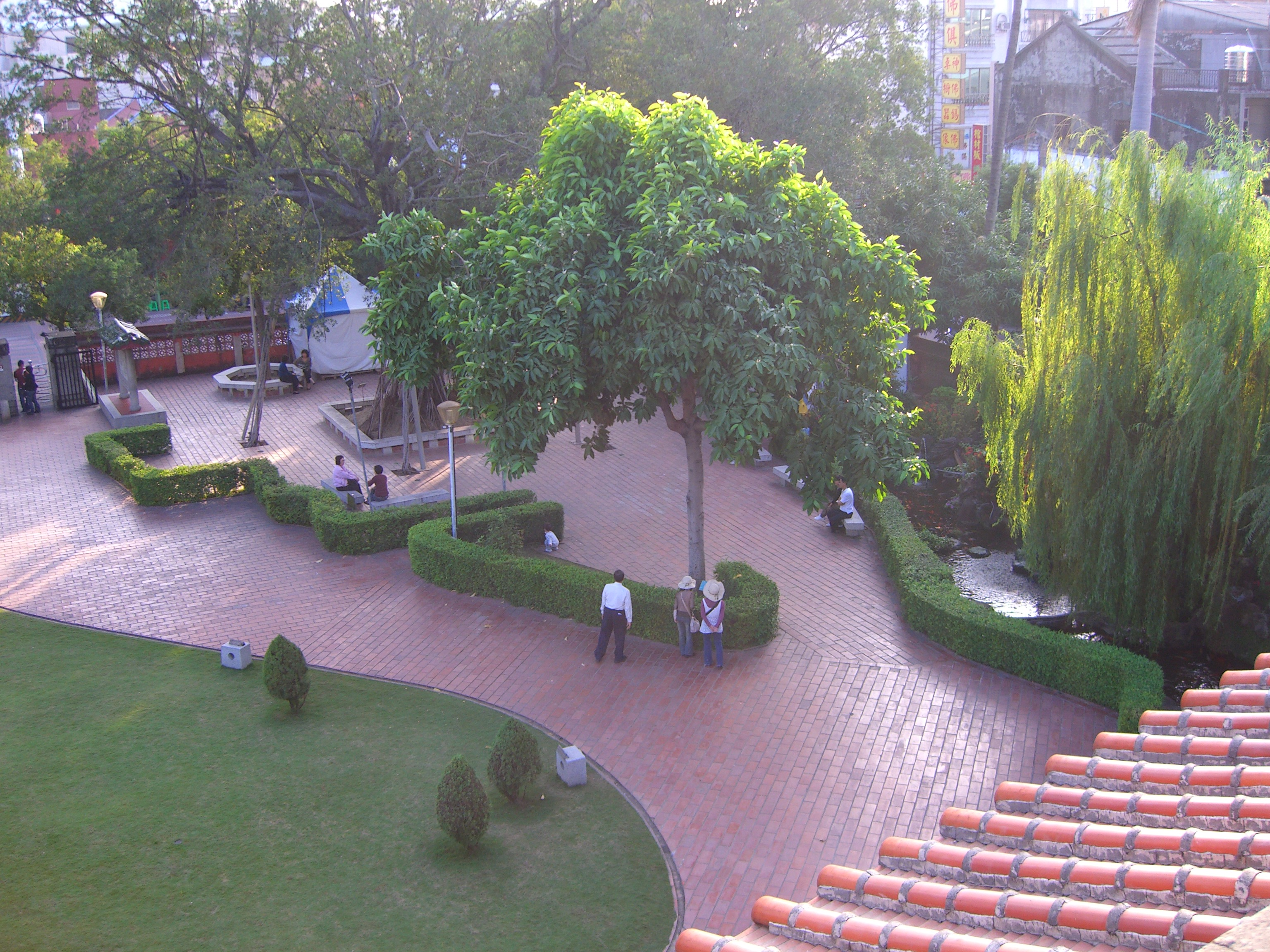

## 같이 보기
- 질란디아 요새 (타이완)
- 대만의 역사
- 정성공